# Чёрный расизм
Чёрный расизм — одна из расистских концепций, основной идеей которой является существование отдельной «чёрной расы» и её превосходство над «белой» и другими «расами».

## США

### Возникновение
Отцом чёрного национализма принято считать знаменитого американского журналиста и писателя Мартина Дилейни, в 1852 выпустившего работу «Условия, подъём, эмиграция и судьба цветных в Соединённых Штатах». В данном трактате открыто провозглашался отказ от идеи пассивной христианской покорности и декларировалась необходимость активной борьбы с рабством и расовым неравенством. В завершении работы автор делал недвусмысленный намек на превосходство чёрной расы, «наделенной всеми свойствами, подходящими для всех частей земли, в то время как белая адаптирована только к определенным частям». Этот тезис Дилейни развил в своем докладе в августе 1854 года в Кливленде на съезде Национальной эмиграционной конвенции, носившем название «Политическая судьба цветной расы на американском континенте». Данный документ можно с полным основанием назвать первым манифестом «чёрного национализма» в США. В указанной работе Дилейни ставит под вопрос саму возможность мирного и благополучного сосуществования чёрного и белого населения в США, заявляя, что первоочередной задачей негритянского населения является сохранение чёрной идентичности и приобретение политической субъектности. Дилейни писал: «Цветным необходимо иметь собственную землю, чтобы бороться за влияние с другими расами. Помимо политического центра, залогом могущества служит сохранение идентичности. Идентичность — это ядро, вокруг которого скреплена нация. Утеря её означает крах нации. Причиной падения Египта, Карфагена, греческих государств была утрата изначальной идентичности, а вместе с нею — утрата заинтересованности в поддержании элементарных принципов национального бытия». Продолжал Дилейни развивать и теорию расового превосходства, обосновывая необходимость занятия территорий в странах Южной, Центральной Америки и Вест-Индии. «Нас не сочли бы суеверными, — писал он, — если бы мы сказали, что во всем этом мы можем „увидеть перст Божий“. Разве здесь не стоит отметить, что хотя проникновение иностранных белых на этот континент было добровольным и постоянным, а чернокожих  — непроизвольным и лишь время от времени. Но количество белых на Юге уменьшилось, они выродились по характеру и стали психически и физически немощными и слабоумными, в то время как черные и цветные люди старательно увеличивались в численности, возродились по характеру, росли умственно и физически сильными и активными, развивая свои человеческие качества, и теперь по своему элементарному характеру явно превосходят представителей белой расы? Значит, белая раса никогда не сможет успешно занять южную часть континента».
В 1920-е годы в США активный деятель негритянского движения за равноправие и освобождение от угнетения Маркус Гарви основывает Всемирную ассоциацию по улучшению положения негров. В своих речах и убеждениях Гарви придавал большое значение расовой чистоте негров и предлагал всех американских граждан африканского происхождения переселить в Африку, чтобы не смешиваться с «белыми дьяволами». Своих последователей Гарви называл «новыми неграми» и призывал гордиться тем, что они чёрные. На почве расизма Гарви, как это ни удивительно, даже сблизился с организацией Ку-клукс-клан.
В 1960-е годы движение сопротивления расизму в США разделилось на последователей Мартина Лютера Кинга, сторонника ненасильственного сопротивления дискриминации чёрных, и последователей Малкольма Икса, идеолога религиозного движения Нация ислама. Вслед за этим развились движения «Чёрных пантер» и организации «Республика Новая Африка».
Нация ислама, в своем продвижении борьбы за права чёрных, чаще всего не выходила за рамки проповедей и экстремистских, а также расистских высказываний против белых. Но заявления не становились основой активных действий. .
Партия «Чёрных пантер», основанная Хьюи Ньютоном, возникла как ответ на многочисленные случаи полицейского насилия по отношению к жителям чёрных гетто. Однако в первое время существования «Чёрные пантеры» высказывали своё недовольство исключительно на законных основаниях. Они ходили по улицам с вставленными в дробовики патронами, не досылая их в патронник (по американскому закону такое оружие считалось незаряженным), вооружённые до зубов ездили за полицейскими машинами, не нарушая правил дорожного движения. Такое поведение не могло не нервировать белых полицейских.
- В 1967 году Хьюи Ньютон с соратниками по организации вступает в перестрелку с полицейскими. Один полицейский убит, один ранен. Хьюи Ньютон обвинен в неумышленном убийстве и посажен в тюрьму на 1 год и 10 месяцев, но под давлением общественности обвинения снимают.

- В августе 1968 года в Детройте и Лос-Анджелесе начались перестрелки между полицией и «Чёрными пантерами».

- Летом и осенью 1968 года полиция нападает на офисы «пантер» в городах Индианаполис, Детройт, Сиэтл, Окленд, Денвер, Сан-Франциско и Нью-Йорк.

- За 1969 год было арестовано 348 «пантер».

- В июле 1969 года полиция нападает на Чикагское отделение партии. Перестрелка длилась около часа.

- В декабре 1969 года полиция осаждает офис в Лос-Анджелесе, и «пантеры», среди которых были в том числе и женщины, отстреливаются в течение пяти часов.

К концу 1970-го года в общей сложности в 48 перестрелках погибло 10 чёрных и 12 полицейских. Полиция арестовала 469 «пантер». Глава ФБР заявил, что «Чёрные пантеры» представляют собой «самую серьёзную угрозу внутренней безопасности страны».
Не менее важным для становления идей чёрного расизма стало и появление организации, ратующей за отделение от США и создание на территории южных штатов «Республики Новая Африка».
Ещё одним проявлением чёрного расизма в США стало так называемое движение «чёрных иудеев», которое относительно широко распространилось в 1980—1990-е годы и в настоящее время насчитывает до 200 тысячи приверженцев. Они раздроблены на множество сект и групп, которые объединяет то, что Христа они считают чернокожим пророком, а афроамериканцев и индейцев — «истинными потомками» двенадцати колен Израилевых. «Чёрные иудеи» считают, что чёрные являются Богом «избранным народом» и осуждают белых как воплощение зла. Члены одного из ответвлений этого движения, «Нации Яхве», были вовлечены в 1980-х годах в многочисленные акты насилия, включая убийства.

### Последствия борьбы за расовое равноправие
Хотя борьба за равноправие белой и чёрной рас в Америке была острой и, подчас, кровопролитной, темнокожие всё-таки добились своего и режим расовой сегрегации в США был отменён. Теперь борцам за равноправие казалось, что цель достигнута, а справедливость восторжествовала. Открыто проявляемый расизм по отношению к чернокожим перетёк в так называемый «скрытый расизм», когда чернокожему могли отказать, например, в предоставлении работы, уволить его по надуманной причине или оказать медицинские услуги в ненадлежащем качестве.

#### Положительная дискриминация
Для борьбы со скрытым расизмом в законы США постепенно вводится концепция так называемой положительной (также позитивной или реверсивной) дискриминации (англ. positive discrimination или affirmative action). Суть данной концепции заключается в том, что теперь общество начинает дискриминировать уже представителей европеоидной расы, чтобы уравнять стартовые карьерные возможности для представителей негроидной. Президент США Линдон Джонсон, выступая в защиту данной концепции, утверждает:

«Вы не берёте человека, который годами ковылял в цепях, и не освобождаете его, не подводите к стартовой черте гонки и не говорите: „Ты свободен конкурировать со всеми другими“, и всё же полагаете, что полностью справедливы».

Сторонники концепции положительной дискриминации считают, что «господствующие» в обществе группы (в данном случае белые европеоиды) «выплачивают» тем самым свой «исторический долг» и что этот процесс ведет к более интегрированному обществу, так как создает новые возможности для чернокожих американцев.
Несмотря на возражения критиков (среди которых, кстати, и бывший президент США Барак Обама[значимость факта?]), указывающих на то, что подобная концепция отрицает всяческие принципы равенства и признание заслуг, и считающих, что она избавляет целые слои общества от необходимости участвовать в конкурентной борьбе, концепция, не в полной мере, но всё же была принята американским и британским обществом наряду с концепцией политкорректности (англ. politically correct).

### Некоторые судебные дела
Некоторые нашумевшие дела, где белые доказывали дискриминацию по отношению к ним.

#### Марк Пастернак против Томми Бейнса
В 1995 году Марк Пастернак устроился на работу в центр помощи трудным подросткам под названием «Отделение для молодёжи» (англ. Division for Youth). Его непосредственным начальником являлся чернокожий мужчина Томми Бейнс, отношения с которым у Пастернака не заладились с самого начала. По словам Марка, Бейнс говорил ему: «Ты — белый, а я не люблю белых. Смирись с этим».
После того как Марк приступил к выполнению своих обязанностей, оскорбления со стороны Бейнса приняли систематический характер. От этого у Пастернака начали сдавать нервы, он страдал бессонницей, ему приходилось брать отпуска за свой счёт. Через три года его уволили.
Вскоре он подал жалобу в правительство штата, было проведено внутреннее расследование инцидента. Бейнса обязали выплатить бывшему подчинённому 2000 долларов, после чего Пастернаку вновь предложили вернуться на старое место работы. Он отказался, поскольку Бейнс по-прежнему оставался начальником, и никто не мог гарантировать, что он не станет вновь третировать подчинённого. В конце концов, дело дошло до суда, который назначил Томми Бейнсу штраф в сумме 150 000 долларов США.

#### Сара Тейлор против колледжа Bishop State Community
Белая женщина Сара Тейлор в 2002 году была уволена со своего места работы в колледже Bishop State Community, чтобы появилась возможность освободить место для новой чернокожей сотрудницы. В 2005 году федеральный судья постановил, что данный колледж обязан выплатить Саре сумму в размере 300 000 долларов, а также оплатить её адвокатов, принять её на прежнюю должность, а также обеспечить отпуском за все годы, что она там не работала.

#### Абитуриенты против колледжа
Федеральный Апелляционный суд штата Мичиган 16 мая 2002 года принял решение о том, что во время приёма в колледжи можно принимать во внимание расу абитуриентов. Данное решение было принято после рассмотрения дел двух белых американцев, обвиняющих юридический колледж Мичигана в Детройте в расовой дискриминации. Несмотря на более высокие результаты экзаменов, белые абитуриенты в колледж не поступили, потому что слишком много мест было зарезервировано для афроамериканцев.
Суд первой инстанции принял решение в их пользу. Однако, поскольку теперь апелляционный суд признал решение первого суда незаконным, абитуриенты намерены обратиться за правдой уже в Верховный суд США.

#### Симс против работодателя
Житель американского штата Флорида по фамилии Симс получил 27 000 долларов после того, как подал иск на компанию, занимающуюся строительством и ремонтом дорог и мостов. Симс пытался устроиться работать водителем грейдера, однако вместо него должность получил чернокожий парень, профессиональная квалификация которого была гораздо ниже. После жалобы Симса в компании решили, что уладить дело без суда будет гораздо дешевле.

#### Инцидент в Йельском университете
Власти США подали исковую жалобу в окружной суд США по округу Коннектикут против Йельского университета, обвинив его руководство в дискриминации по расовому и национальному признаку на протяжении по меньшей мере 50 лет против абитуриентов с белым цветом кожи и азиатского происхождения при их поступлении в вуз. Соответствующее заявление было опубликовано на сайте Министерства юстиции.
В августе 2020 года Минюст опубликовал результаты двухлетнего расследования, где эта дискриминация признана нарушением одной из статей американского закона о гражданских правах 1964 года. Согласно выводам, расовое и национальное происхождение является для данного университета определяющим критерием при ежегодном приёме. В частности, у абитуриентов из числа афроамериканцев шансы поступить в университет в 10 раз выше, чем у людей азиатского происхождения, и на четверть выше, чем у белых. Несмотря на то, что Верховный суд США допускает для финансируемых государством учебных заведений в ограниченных случаях рассматривать расовый признак в качестве фактора отбора, Йельский университет использует его «без ограничений», подчеркивали в ведомстве.

## Зимбабве
Режим диктатора Роберта Мугабе в начале 2000-х годов прибег, возможно, в политических целях, к кампании против белых фермеров, проживающих в Зимбабве. Из-за призывов к изъятию у них земель и последовавших за ними грабежей и погромов белого населения Мугабе обвиняли в чёрном расизме.